# Friedrich Kriehuber
Pour les articles homonymes, voir Kriehuber.
Friedrich Kriehuber (parfois Bedřich ou Fritz Kriehuber), né le 7 juin 1834 à Vienne, et mort le 12 octobre 1871 à Vienne, est un dessinateur, lithographe et graveur autrichien.

## Biographie
Friedrich Kriehuber est né le 7 juin 1834 à Vienne.
Il est le fils de Josef Kriehuber, un portraitiste et lithographe bien connu. À partir de 1848, il fréquente l'Académie des Beaux-Arts de Vienne. D'abord peintre paysagiste, il s'est ensuite tourné vers le portrait et, en tant qu'employé de son père, la lithographie.
Beaucoup de ses œuvres sont publiées par Eduard Hallberger comme illustrations pour son magazine Über Land und Meer (sur Terre et Sur Mer). Un an après la mort de Kriehuber, certaines de ses lithographies apparaissent dans Das jahr 1848. Geschichte der Wiener révolution (une histoire en deux volumes de l'insurrection viennoise d'octobre 1848) par Heinrich Reschauer (né en 1838) et Moritz Smets (1828-1890).
Il souffre de problèmes de santé chroniques pendant la plus grande partie de sa vie et meurt d'un trouble pulmonaire à l'Institut autrichien d'hydrothérapie, peu après avoir été nommé professeur à l'Académie militaire thérésienne.

## Sélection de lithographies

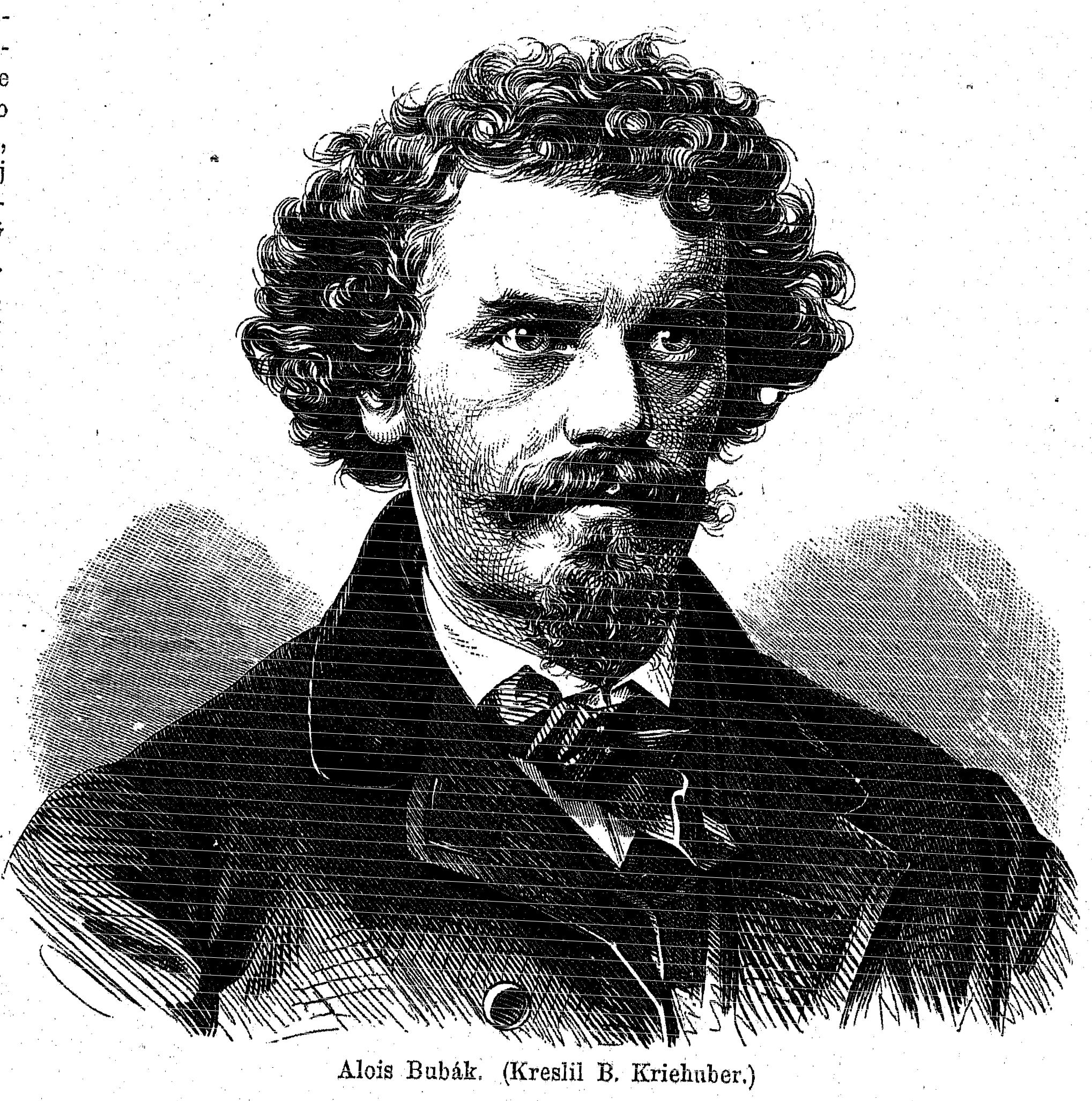
Alois Bubák
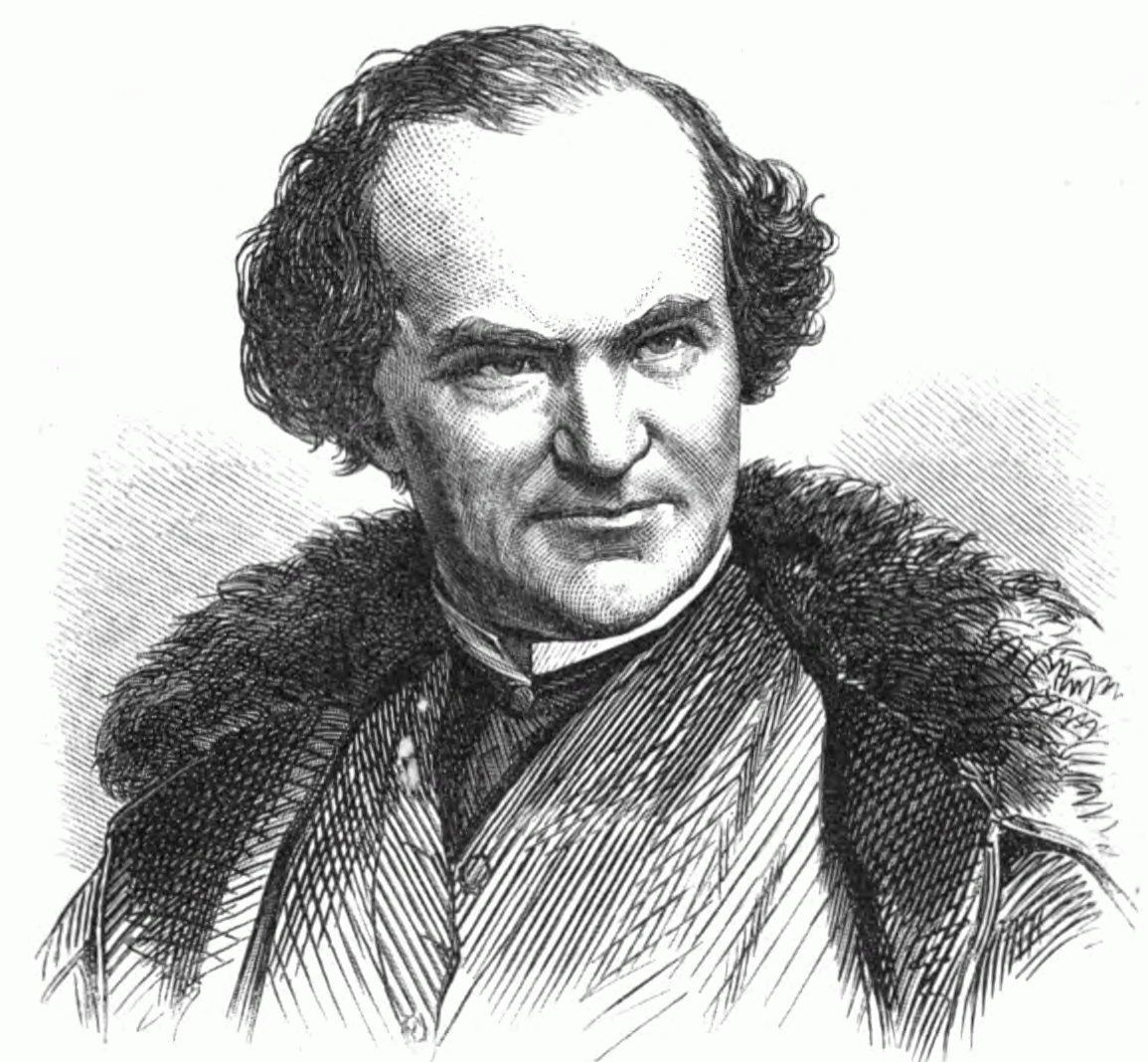
Bogumil Dawison (en)
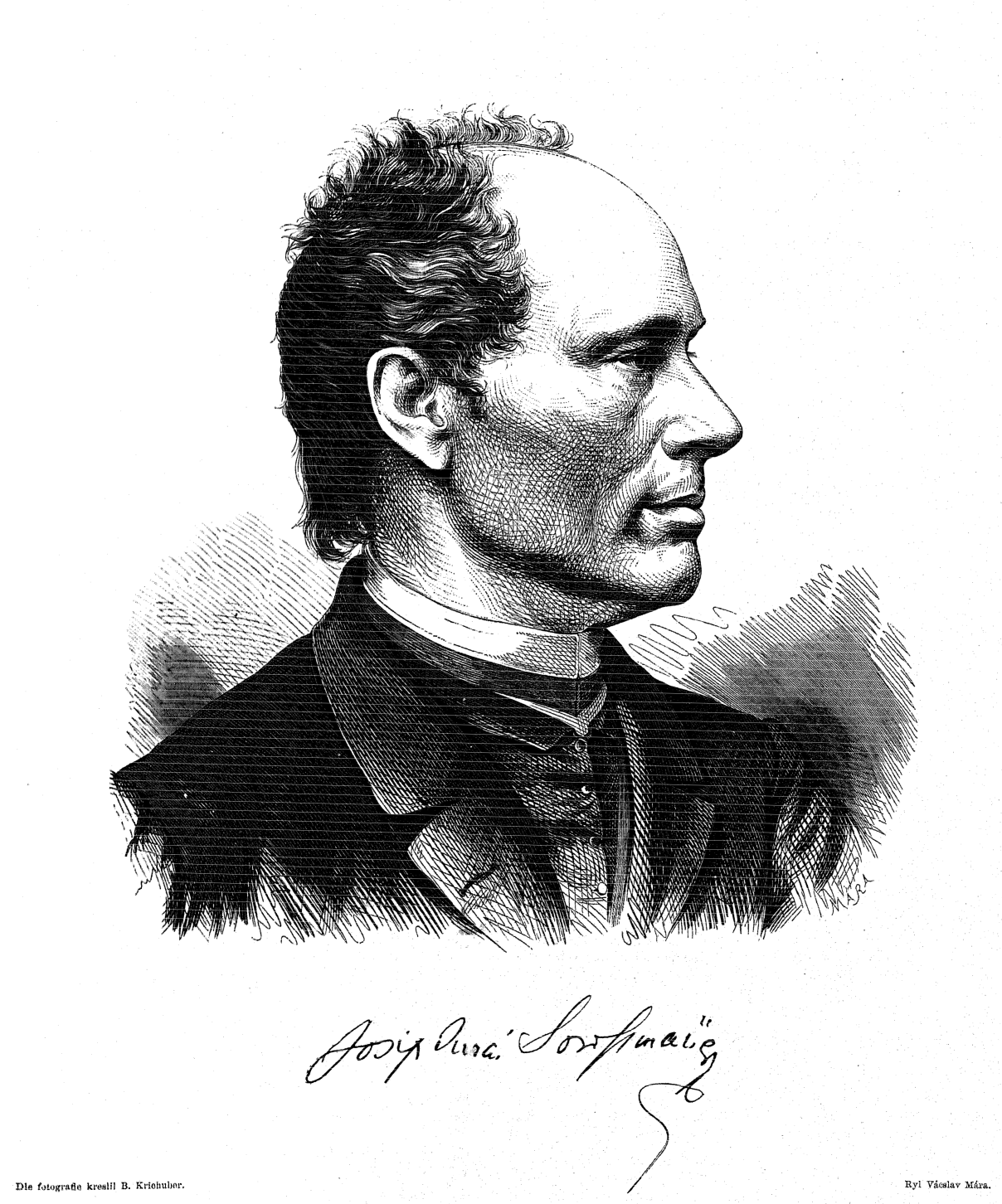
Josip Juraj Strossmayer
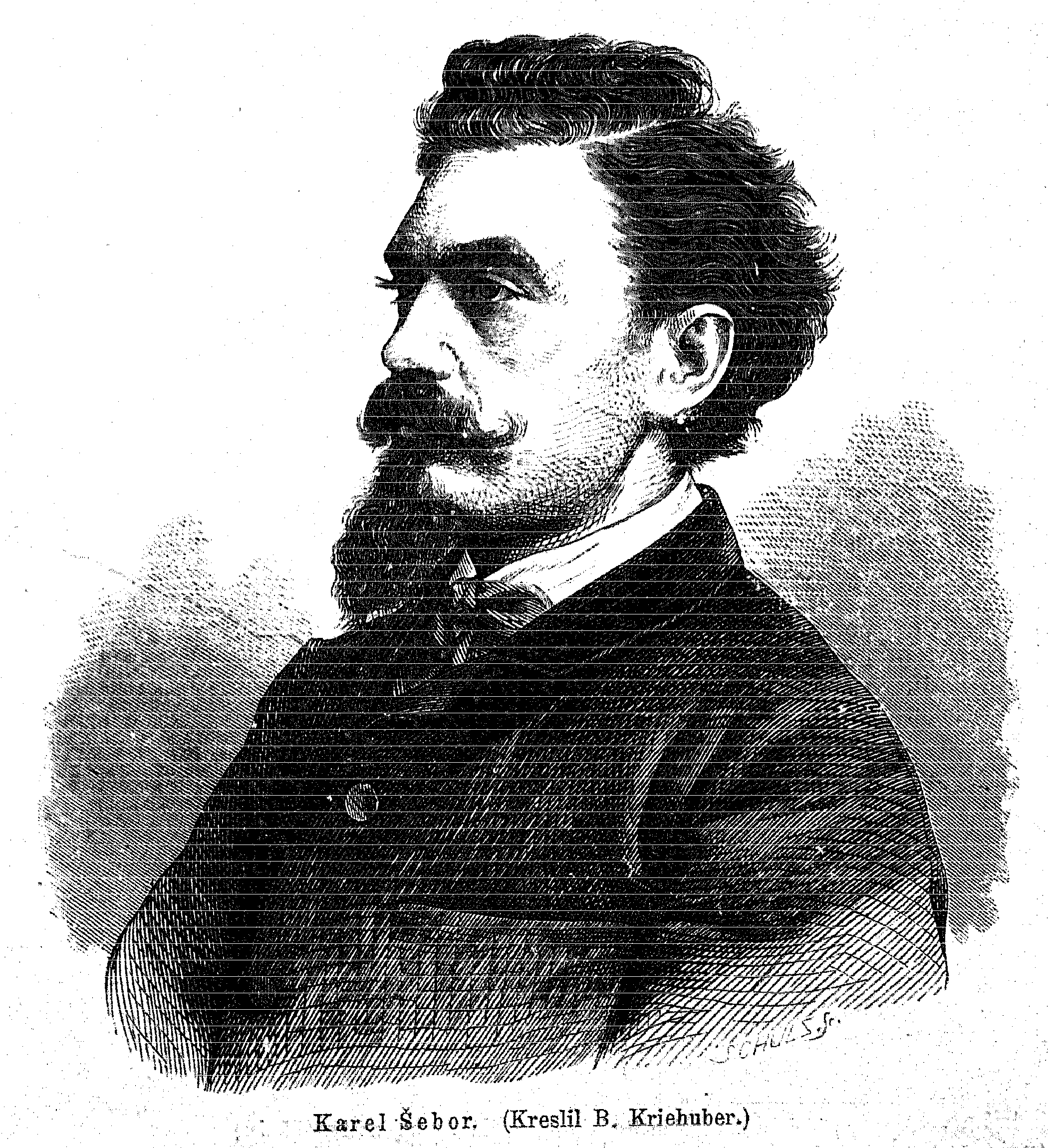
Karel Šebor (en)
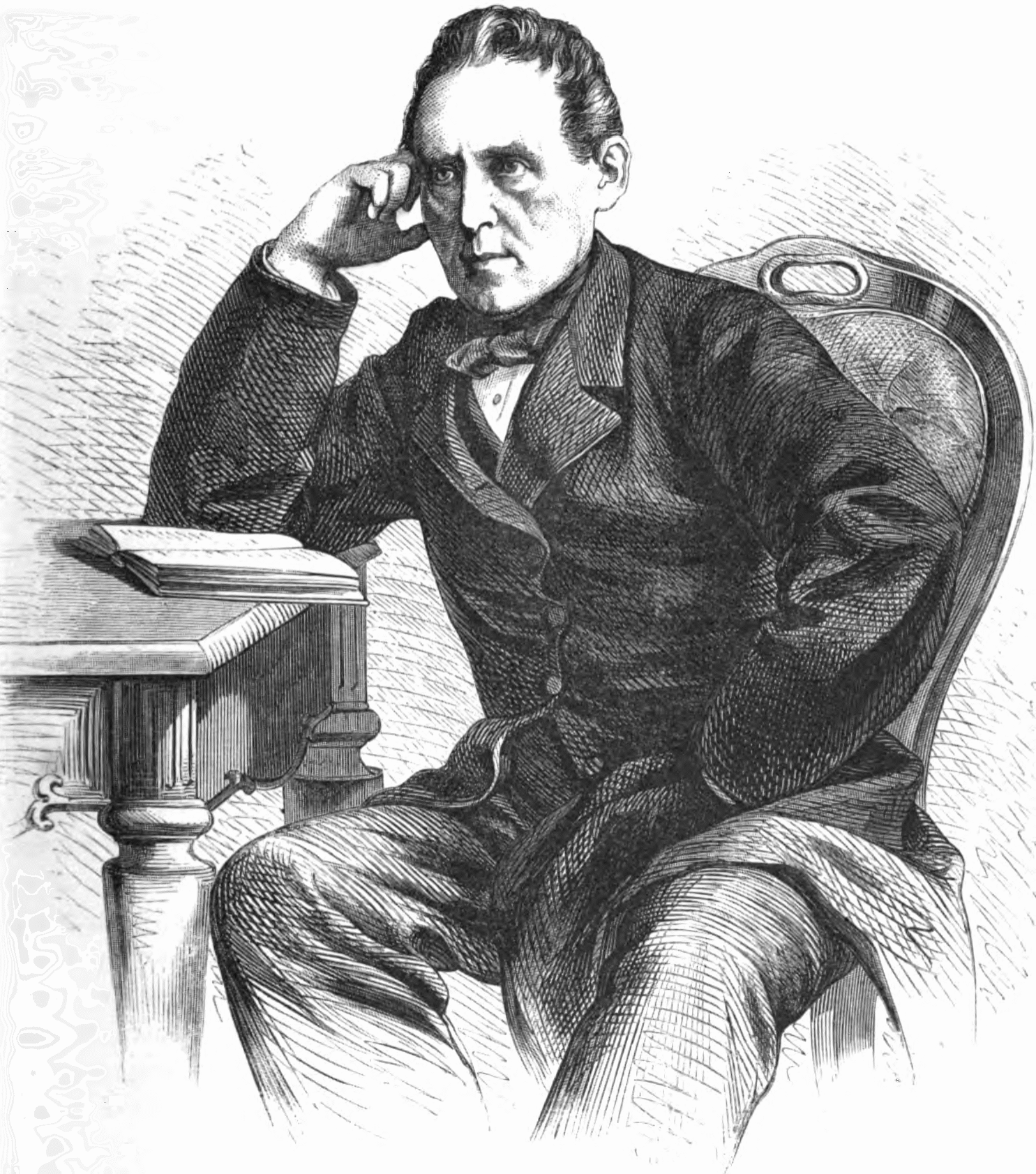
Janez Bleiweis (en)